# Samanta Piccinetti
Samanta Piccinetti (Sinalunga, 5 maggio 1979) è un'attrice italiana, che deve la notorietà al ruolo di Arianna Landi che dal 2009 al 2020 ha ricoperto nella soap opera di Rai 3 Un posto al sole.

## Carriera
Debutta in campo pubblicitario, come interprete di uno spot della Kinder. Viene notata da Riccardo Milani, regista dello spot, che le consiglia di fare l'attrice. Inizia così a studiare recitazione e dizione presso il Centro Teatro Attivo, sotto la supervisione di Nicoletta Ramarino.
Il suo debutto risale al 2001 in Quelli che il calcio, in cui protagonista di alcune gag con Francesco Paolantoni, e nella serie televisiva Distretto di Polizia 2, in cui è protagonista di una puntata, a cui seguono  il film televisivo Un maresciallo in gondola e la miniserie Enrico Mattei - L'uomo che guardava al futuro. Raggiunge il successo grazie alla soap opera Un posto al sole, dove, dal 2009, ricopre il ruolo di Arianna Landi.
È stata tra i vj di All music, presentando il programma The club nel 2004. Nello stesso anno, su Rai 2 conduce  invece Guelfi e ghibellini. Inoltre debutta in teatro con lo spettacolo Da Shakespeare a Woody Allen di Nicoletta Ramorino. Tra il 2005 e il 2007 è stata tra i protagonisti di alcune pubblicità della TIM. Ha prestato il volto alla protagonista di videoclip di Roy Paci e del gruppo Modà.
Tra il 2009 e il 2010 conduce con Filippo Ferraro il programma Pandora su Coming Soon Television.
Nel luglio 2017 sposa il collega Michelangelo Tommaso conosciuto sul set di Un posto al sole e insieme partecipano come ballerini al programma Dance Dance Dance trasmesso su Fox Life.

## Filmografia
- Distretto di Polizia 2 - Serie televisiva - Protagonista di puntata (2001)
- Un maresciallo in gondola - Film televisivo (2002)
- Il cadavere di vetro, regia di Massimiliano Palaia - Mediometraggio - Durata: 58 min. (2009)
- Enrico Mattei - L'uomo che guardava al futuro - Miniserie televisiva (2009)
- Smile,  regia di Francesco Gasperoni - Opera prima (2009)
- Un posto al sole, registi vari (2009-2020)
- La ragazza americana, regia di Vittorio Sindoni - miniserie TV (2011) - Ruolo: Nilde Bucchi

## Spot pubblicitari
- Kinder, regia di Riccardo Milani (2000)
- Philadelphia Light, regia di F. D'Alatri (2004)
- TIM, (filmato istituzionale) regia di Luca Lucini (2005)
- San Crispino regia di Luca Lucini (2005)
- TIM, regia di Daniele Luchetti (2006)
- TIM, (spot con Christian De Sica) regia di Umberto Riccioni (2007)
- TIM, regia di Umberto Riccioni (2007)
- Swiffer
- Glen Grant, con "Michele" Alessandro Gassmann
- Tantum Verde